# Телфор
Телекомуникациони форум (Телфор) јест научни скуп о телекомуникацијама. Први пут је одржан 1993. у Центру Сава, Београд, Србија. Оснивач је Друштво за телекомуникације и Јавно предузеће ПТТ саобраћаја „Србија”.  
Формирањем предузећа Телеком Србија 1997. Телеком је преузео велики број активности на одржавању Телфора. Овај форум се одржава с више од 2.000 учесника из свих области телекомуникација. Телфор има значајан утицај и одзив у стручној и научној јавности. 
Циљ Телфора је да као национални и међународни скуп разматра најважније стручне и научне аспекте у области телекомуникација, као што су: функционисање система, проблеми изградње, експлоатације и модернизације, политика развоја, регулатива и економија, политика тарифирања, политика цена, приказивање оригиналних истраживачких резултата и актуелних резултата из праксе, анализирање наших и страних искустава, везе телекомуникација са сродним областима и др. 
На Телфору учествују сви посленици и зналци из најшире области телекомуникација: инжењери, техничари, менаџери, произвођачи, оператори, економисти, правници, студенти, трговци, издавачи, истраживачи, експерти итд.

## Програмске области
1. Политика, реформе и економика телекомуникација значај телекомуникација у привреди и друштву 
садашње стање домаћих и светских телекомуникација трендови будућег развоја телекомуникација 
дерегулација, либерализација и структурна реорганизација приватизација у оквиру телекомуникационог сектора модели реформи, регулатива и стандардизација менаџмент у телекомуникацијама економски аспекти пословања јавних и приватних предузећа 
2. Технике телекомуникација телекомуникационе мреже 
1. протоколи и сигнализација
2. мобилне телекомуникације
3. радио-дифузија слике и тона
4. Интернет глобалне мреже
5. телекомуникациони уређаји
6. антене и простирање
7. телекомуникациони софтвер
8. напајање у телекомуникацијама
9. комутација
10. рачунарске телекомуникације
11. сателитске телекомуникације
12. кабловска и сателитска телевизија
13. електрична кола и системи
14. информационе технологије
15. радио техника и микроталасна техника
16. обрада сигнала
17. телеинформациони сервиси
18. мерење у телекомуникацијама
19. системи преноса
20. радио-комуникације
21. оптичке телекомуникације
22. пренос података
23. мултимедијалне технике
24. примењена електромагнетика
25. видео и аудио-техника
26. акустика
27. телекомуникационе услуге

Наведене области и подобласти не искључују пријаву и приказ радова и из других блиских или посебних области телекомуникација ако Програмски одбор то прихвати. 

### Начин рада
Рад форума се одвија у оквиру пленарних седница с позваним предавањима или с тематским расправама, кроз рад више секција са ауторским радовима, преко панел-дискусија и округлих столова о актуелним темама итд. План рада утврђује Организациони одбор. 
Телфору по позиву присуствују и приказују своје резултате телекомуникационе компаније, а стручњаци дају своје виђење развоја телекомуникација и њених подобласти. Телфор има своју веома посећену изложбу телекомуникационог хардвера, софтвера и услуга, као пратеће активности организују се посебне манифистације појединих фирми, прикази нових књига, професионални скупови, пријеми и сусрети.